# آقا رضا خان اقبال‌السلطنه
آقا رضا خان اقبال‌السلطنه (۱۲۲۲ خ. / ۱۲۵۹ ه. - ۱۲۶۳ خ. / ۱۳۰۷ ه.) ملقب به آجودان مخصوص و عکاس‌باشی، نخستین عکاس حرفه‌ای ایرانی بود.

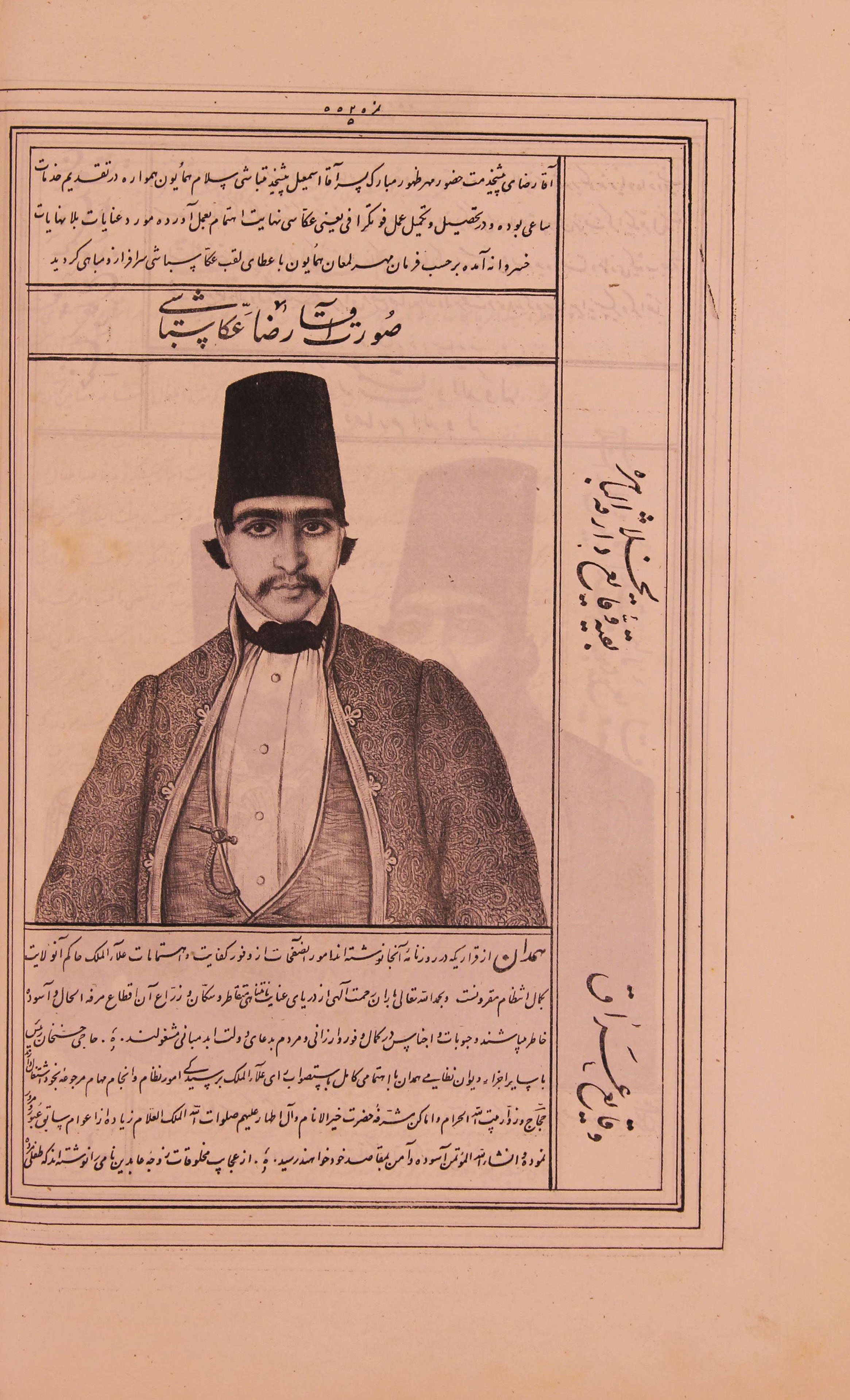
صورت آقا رضا عکاسباشی، اثر صنیع‌الملک، منتشرشده در روزنامهٔ دولت علیه ایران

## زندگی
پدربزرگ آقا رضا خان اقبال‌السلطنه ملابابا کلیمی اصفهانی و پدرش آقا اسماعیل جدیدالاسلام از رجال دربار و پیشخدمت‌باشی سلام و رئیس تشریفات مراسم سلام فتحعلی‌شاه، محمدشاه و ناصرالدین‌شاه و برادرش میرزا علی‌نقی‌خان حکیم‌الممالک پزشک مخصوص شاه بود. خانواده وی از یهودیان اصفهان بودند که در زمان پدرش به اسلام گرویدند و به همین دلیل پسوند جدیدالاسلام گرفتند.
او عکّاسی را نزد فرانسیس کارلهیان فرانسوی آموخت و به عکاسی پرتره گرایش داشت. در سال ۱۲۸۰ قمری توسط ناصرالدین‌شاه به عکاس‌باشی ملقب شد. در کاخ گلستان عمارتی تحت نظر او به امور فنی و هنری عکاسی اختصاص یافت. در سال ۱۲۹۰ نیز لقب طولانی «آجودان مخصوص و خزانه‌داری صرف جیب مبارک» را دریافت نمود. مدتی به مشاغل نظامی و «اداره کل توپ‌های ممالک محروسه» پرداخت و در سال ۱۳۰۱ «وزیر قورخانه» شد.
در سال ۱۳۰۲ قمری به آقا رضا لقب «اقبال‌السلطنه» داده شد و در سال ۱۳۰۴ قمری، گذشته از وزارت قورخانه، نیابت فتحعلی‌خان فرزند یک و سال و نیمه کامران میرزا نایب‌السلطنه که در آن سن و سال امیرتوپخانه شده بود، نیز به او سپرده شد.
آقا رضا در دهم جمادی‌الثانی سال ۱۳۰۷ قمری به مرگ ناگهانی در آجودانیه باغ شخصی خود در شمیران درگذشت. دربارهٔ مرگ او حدس‌هایی زده شده، از جمله محمدعلی بامداد نویسنده کتاب شرح حال رجال ایران بر این عقیده است که او را به دستور ناصرالدین‌شاه با قهوه قجری مسوم کرده‌اند.
او نخستین عکّاس ایرانی است که از بقاع متبرکه عکاسی نموده و در سفر اول و دوم ناصرالدین‌شاه به اروپا، وی را همراهی نموده‌است.
در اسفندماه ۱۳۸۹ به اهتمام آرمان استپانیان و هنگامه معمری سی قطعه از عکس‌های رضا عکاس‌باشی در گالری هما به نمایش درآمد.

## تأیید عکّاسی از سوی مذهب در ایران

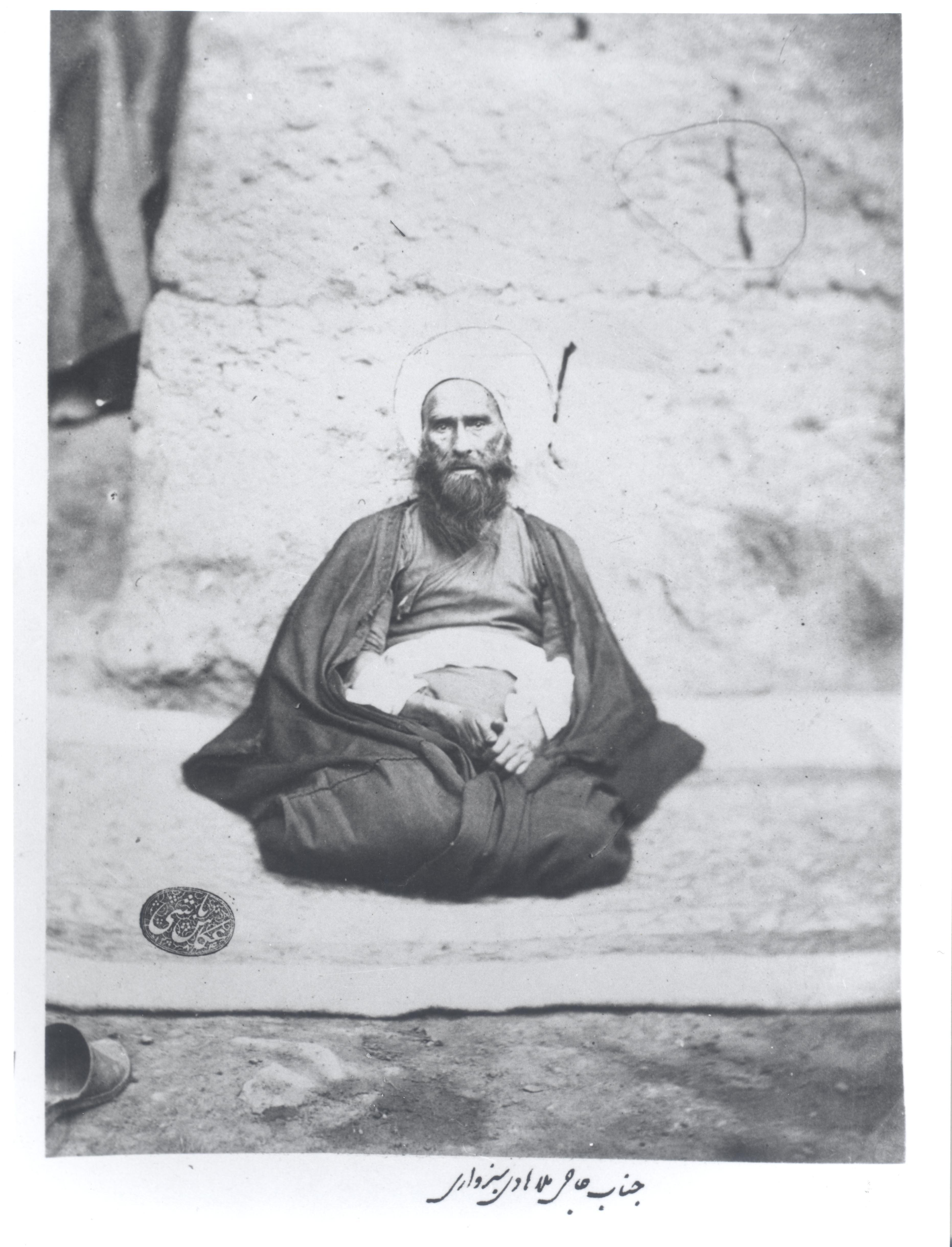
تصویر ملا هادی سبزواری اثر اقبال‌السلطنه

یکی از عناصر مهم شرق، مذهب است که در ایران روحانیون نماینده آن هستند؛ و در زمان آقا رضا خان، نام ملا هادی سبزواری به عنوان مهم‌ترین دانشمند اسلامی زمان خودش، مطرح بود.

دوره زندگی او با ورود دوربین عکاسی به ایران و حکومت ناصرالدین شاه قاجار همزمان بود.

آقا رضا خان، به دستور شاه، در سفر خراسان، مأمور گردید تا از فیلسوف ایرانی یعنی حکیم سبزواری در منزلش عکاسی کند.

آقا رضا عکاس‌باشی نخستین عکاس حرفه‌ای ایران و پیش‌خدمت خاصه، (آجودان مخصوص ناصرالدین‌شاه)، حسب‌الامر عکسی از ملاهادی برداشت و چون ملاهادی تا این وقت، عمل عکاسی را ندیده بود و همچنین آن را مخالف قانون و براهین علمیه حکمای سلف می‌دید، به همین دلیل معتقد بود که چنین چیزی امکان ندارد، لذا پس از پایان عکاسی، و دیدن تصویر خودش، بسیار متعجب شد و نهایتاً این موضوع را تأیید نمود.

عکاسان ایرانی اکثر روحانیون را در محل تدریس و زندگی شان عکاسی کرده‌اند.

می‌توان تصاویر این گروه را گواهی برای تأیید عکاسی از سوی مذهب، در ایران دانست.